# Hamars kommun
Hamars kommun (norska: Hamar kommune) är en kommun i landskapet Hedmarken i Innlandet fylke i östra Norge. Kommunen gränsar i väster mot Ringsakers kommun, i nordost mot Åmots kommun, i öster mot Løtens kommun och i sydväst mot Stange kommun. Närmare 223 km², eller cirka 64% av kommunen ägs av Vang Almenning. Centralort är staden Hamar.

## Administrativ historik
Hamars kommun bildades 1848 genom en delning av Vangs kommun. Kommunen utvidgades 1878, 1946, 1947, 1965. Den fick sina nuvarande gränser år 1992 genom sammanläggning med Vangs kommun och delar av Ringsakers kommun. Kommunen ökade från 18 km² till 351 km². Invånarna i Vang var starkt emot detta, och i en folkomröstning röstade 95% mot sammanslagningen.

## Kommunvapnet
Kommunvapnet består av en fågel (orre) i ett träd. Vapnet blev framtaget för att fira stadens 50-årsjubileum år 1899 och godkändes 1993. I Hamarkrøniken, stod det cirka år 1550: "Hammers vaaben det var en vhrhane med udslagen vinger vdi toppen paa it grönt furutræ.". Även Hamarkameratene har detta märke i sin logotyp.

## Tätorter
I Hamars kommun finns fem tätorter:
- Blæstadgrenda (Vangli)
- Hamar (centralort, del av)
- Ilseng (del av)
- Ingeberg
- Slemsrud

## Vänorter
- Borgå, Finland
- Dalvík, Island
- Fargo, North Dakota, USA
- Greifswald, Tyskland
- Khan Yunis, Palestina
- Lunds kommun, Sverige
- Viborgs kommun, Danmark

## Socknar
Inom Norska kyrkan är Hamars kommun indelad i två socknar:
- Hamars domkyrkas socken
- Vangs socken

Socknarna ingår i Hamars domprosteri i Hamars stift.